# 和特少尔包格
和特少尔包格是位于中国内蒙古自治区呼伦贝尔市新巴尔虎右旗赛汉塔拉苏木中蒙边界处的一个湖泊。其位置约在东经115°55′，北纬47°42′。湖面面积达1平方公里。和特少尔包格在蒙古语中的意思是很涩味的湖。